# Culinária medieval

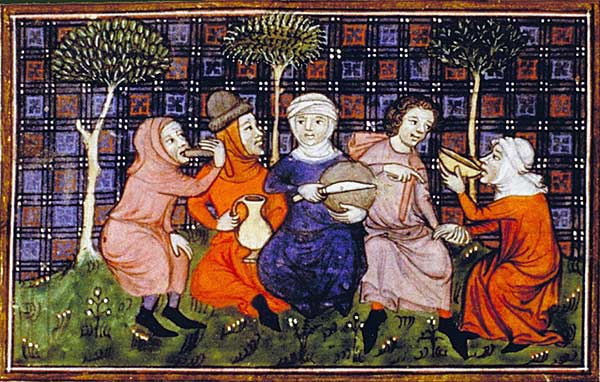
Um grupo de viajantes compartilhando um refeição simples de pão e bebida; Livre du roi odus et de la reine Ratio, século XIV

A expressão culinária medieval refere-se ao conjunto de hábitos alimentares e de métodos, técnicas e processos utilizados para preparar, conservar e apresentar os alimentos das várias culturas europeias durante a Idade Média, período histórico que compreende aproximadamente os séculos V ao XV. Durante este período, as dietas e a culinária mudaram em toda a Europa, e essas mudanças ajudaram a estabelecer as bases para a moderna cozinha europeia.
O pão era o alimento básico, seguido por outros alimentos fabricados a partir de cereais, como o mingau e as massas. A carne era mais prestigiosa e mais cara que os grãos e que os vegetais. Entre os temperos comuns estavam o vertjus (do francês médio, significa "suco verde"), suco extraído de uvas não maduras, o vinho e o vinagre. Estes, juntamente com a utilização muito difundida de mel ou açúcar (entre aqueles que tinham recursos para isso), deu a muitos pratos um sabor agridoce. Os mais populares tipos de carne eram de porco e frango, enquanto a carne bovina, que exigia um maior investimento em terras, era menos comum. Bacalhau e arenque estavam entre os principais da população do norte, mas uma grande variedade de outros peixes de água salgada e de água doce também serviam de alimento. Amêndoas, tanto doces quanto amargas, eram utilizadas inteiras como guarnição, ou mais comumente trituradas e usadas como um espessante de sopas, ensopados, e molhos. Particularmente popular era uma bebida leitosa feita de amêndoas trituradas, chamada de leite de amêndoa, que era um substituto comum para o leite animal, utilizado para cozinhar durante a Quaresma e os jejuns da Igreja Católica Romana.
O transporte lento e as ineficientes técnicas de preservação dos alimentos impediam o comércio de longa distância de muitos alimentos. Na maioria dos casos, somente os ricos, especialmente a nobreza, podiam adquirir ingredientes importados, tais como especiarias. Devido a esses fatores, a cozinha dos nobres era mais propensa à influência estrangeira do que a de pessoas mais pobres. Como cada nível da sociedade imitava o nível acima, as inovações resultantes do comércio internacional e das guerras estrangeiras gradualmente se espalharam através da classe média-alta das cidades medievais.
Em uma época em que a fome era comum e as hierarquias sociais eram muitas vezes brutalmente forçadas, o alimento era um importante indicador do estatuto social de forma que não há equivalente hoje na maioria dos países desenvolvidos. À parte da indisponibilidade econômica dos luxos, como especiarias, decretos declaravam ilegal o consumo de certos alimentos por determinadas classes sociais, e leis suntuárias limitavam o consumo conspícuo entre os nouveaux riches (francês: "novos ricos"), pessoas que se tornaram ricas, e que não faziam parte da nobreza. Normas sociais também impunham que o alimento da classe trabalhadora fosse menos refinado, já que se acreditava que havia uma semelhança divina ou natural entre o trabalho e os alimentos das pessoas; assim, trabalho manual requeria alimentos mais vulgares e mais .

## Normas de dieta

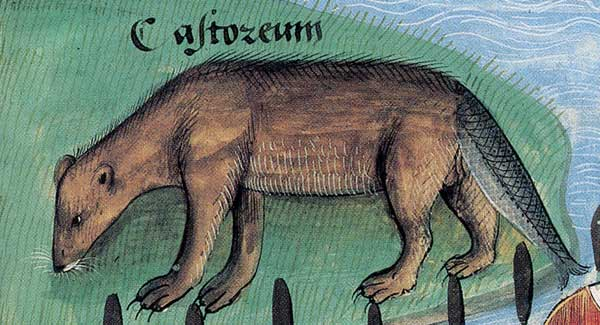
Durante a Idade Média acreditava-se que a natureza da cauda do castor era tão semelhante à dos peixes que poderia ser comida em dias de jejum. Livre des simples médecines, ca. 1480.

As culinárias das culturas da Bacia do Mediterrâneo foram desde a Antiguidade baseadas em cereais, especialmente em vários tipos de trigo. Mingaus desse cereal e de outros, como a aveia, e mais tarde o pão, se tornaram os alimentos básicos, representando a maior parte das calorias ingeridas para grande parte da população. A dependência do trigo permaneceu grande ao longo da época medieval, e, com a expansão do Cristianismo, espalhou-se para o norte. A centralidade do pão em ritos religiosos, como a Eucaristia, denotava o seu elevado prestígio entre os gêneros alimentícios. Apenas o azeite e o vinho tinham um valor comparável, mas permaneceram muito mais restritos fora das regiões mais quentes onde cresciam uvas e olivas. Entre os séculos VIII e XI, a proporção de vários cereais aumentou de meros 1⁄3 para 3⁄4, e o pão continuou o produto básico da maior parte da Europa por muito tempo na era moderna.
A igreja Católica Ocidental e Oriental e seus calendários tinham grande influência nos hábitos alimentares; o consumo de carne foi proibido por um terço de ano para a maior parte dos cristãos, e todos os produtos animais, incluindo ovos e derivados do leite, (com exceção do peixe) eram geralmente proibidos durante a Quaresma e durante jejuns. A igreja frequentemente abria exceções quando alternativas não-animais estavam indisponíveis ou simplesmente eram demasiado caras (como exemplo, o Papagaio-do-mar, considerado um peixe pelos pescadores na Noruega). Isentos dos regulamentos do jejum eram as crianças, os velhos, os peregrinos, os trabalhadores e os mendigos, mas não os pobres, desde que tivessem algum tipo de abrigo. Adicionalmente, era usual para todos os cidadãos jejuar antes da Eucaristia, e esses jejuns eram ocasionalmente por um dia inteiro e exigiam abstinência total.
A ciência médica da época medieval tinha influência muito maior no que diz respeito ao considerado saudável e nutritivo. O estilo de vida — incluindo a dieta, os exercícios, o comportamento social apropriado e os remédios aprovados — era o caminho para a boa saúde, e todos os tipos de alimentos eram designados com certas propriedades que afetavam a saúde das pessoas. Todos os gêneros alimentícios eram classificados em escalas do frio ao quente e do úmido ao seco, de acordo com os quatro humores (quente, frio, úmido e seco), teoria proposta por Galeno, que dominou a ciência médica ocidental desde o fim da Antiguidade até o século XVII.

### Jejum

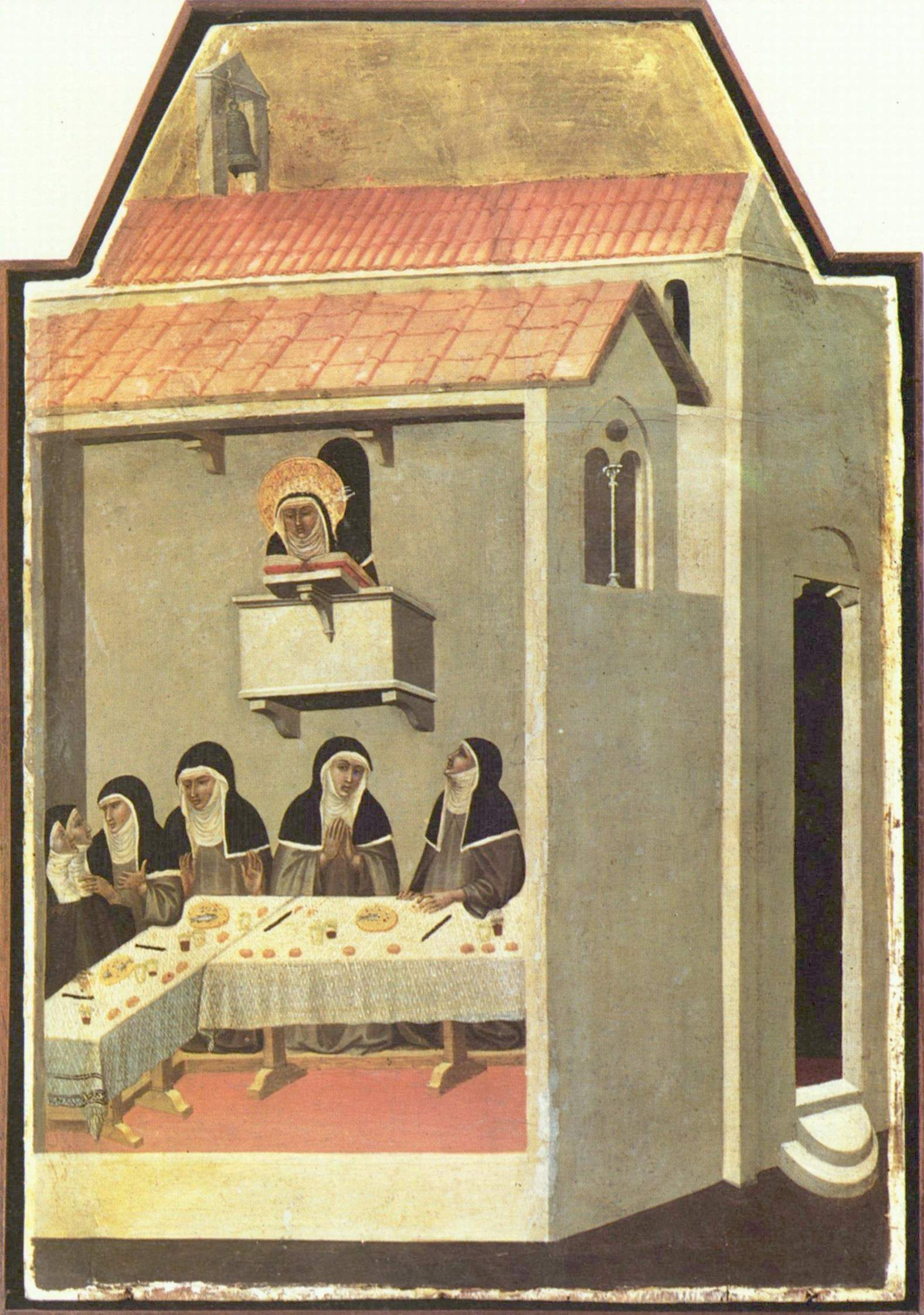
Freiras jantando em silêncio enquanto ouvem a leitura da Bíblia. Note o uso de gestos com as mão para se comunicarem. Cena de A vida dos Abençoados, Saint Humility por Pietro Lorenzetti, 1341.

À parte do regime imposto por médicos, a dieta medieval era severamente influenciada por restrições religiosas. Tanto as igrejas orientais quanto ocidentais ordenavam que um banquete deveria ser seguido de jejum. Na maior parte da Europa, as quartas-feiras, sextas-feiras, e algumas vezes os sábados e vários outros dias do calendário, incluindo a quaresma e o advento, eram dias de jejum. Carne e outros produtos animais como leite, queijo, manteiga e ovos não eram permitidos, somente peixe. O jejum intencionava mortificar o corpo e revigorar a alma, para reforçar o dogma medieval que a carne era ‘’inferior’’, e também fazer lembrar do sacrifício de Cristo pela humanidade. A intenção não era retratar certos alimentos como impuros, no lugar disso, a abstenção era uma lição espiritual de autodomínio. Durante os dias particularmente rigorosos de jejum, o número de refeições era reduzido para um. Mesmo que a maior parte das pessoas respeitasse essas restrições e comumente fizesse confissão quando as violasse, havia numerosos meios de evitar o problema, um conflito de ideais e práticas eloquentemente resumidos pelo estudioso Bridget Ann Henisch:
| “ | É da natureza do homem criar a mais complicada prisão de regras e regulamentos nos quais prende a si mesmo, e então, com igual ingenuidade e prazer, aplicar seu cérebro no problema de esquivar-se triunfantemente mais uma vez. | ” |

Embora os produtos animais devessem ser evitados durante o tempo de penitência, os compromissos pragmáticos prevaleciam muitas vezes. A definição de "peixe" foi alargada muitas vezes a animais semimarinhos e aquáticos, como baleias, o ganso-de-faces-brancas, o papagaio-do-mar e até mesmo o castor. A escolha dos ingredientes poderia ser limitada, mas isso não significa que as refeições fossem menores. Nem houve quaisquer restrições contra beber (moderadamente) ou comer doces. Os banquetes realizados nos dias de peixes poderiam ser esplêndidos, e eram ocasiões populares para se servirem ilusões de comida que imitavam carne, queijo e ovos de várias formas engenhosas; o peixe poderia ser moldado para ter a aparência de carne vermelha e ovos falsos poderiam ser feitos enchendo-se cascas vazias de ovos com ovas de peixes e leite de amêndoa e cozinhando-os na brasa. Enquanto as autoridades da igreja bizantina adotavam um sistema rígido e desencorajavam qualquer refinamento culinários para o clero, sua contraparte ocidental era muito mais tolerante. Há muitos relatos de membros do monasticismo cristão que desprezavam as restrições de jejum mediante inteligentes interpretações da Bíblia. Desde que os doentes foram isentos do jejum,
frequentemente expandiu-se a noção de que somente se aplicavam as restrições às áreas principais de refeições, e muitos frades simplesmente faziam suas refeições rápidas do dia no que mais tarde evoluiria para o oratório, ao invés do refeitório. As autoridades mais novas procuraram corrigir o problema da evasão do jejum não meramente com condenações morais, mas certificando-se que pratos bem preparados e que não fossem feitos de carne estivessem disponíveis nos dias de jejum. Não houve também falta de murmúrios sobre os rigores do jejum entre os leigos. Durante a Quaresma, reis e estudantes, pessoas comuns e a nobreza, todos se queixavam por serem privados de carne durante as longas e duras semanas de solene meditação sobre seus pecados. Na Quaresma, os proprietários de gado foram ainda avisados para manterem-se atentos aos cães famintos frustrados por um "duro esforço pela Quaresma e por ossos de peixes".

### Dietética medieval
Os estudiosos medievais consideravam a digestão humana como um processo semelhante ao cozimento. O processo do alimento no estômago era visto como uma continuação da preparação iniciada na cozinha. A fim de a comida ser propriamente "cozinhada", e para que os nutrientes fossem devidamente absorvidos, era importante que o estômago fosse preenchido de forma apropriada. Alimentos facilmente digeríveis seriam consumidos primeiramente, seguidos de pratos gradualmente mais fortes. Se esse regime não fosse respeitado acreditava-se que as comidas fortes iriam para o fundo do estômago, bloqueando assim o duto da digestão, o que retardaria o processo digestivo, causando putrefação do corpo e acumulando humores nocivos no estômago. Era também de importância vital que os alimentos de propriedades diferentes não fossem misturados.
Antes da refeição, o estômago deveria ser preferencialmente "aberto" com um apéritif (do latim aperire, "abrir") que era preferencialmente de natureza quente e seca: confeitos feitos de açúcar — ou mel —, condimentos revestidos, como gengibre, alcaravia e sementes de erva-doce, funcho ou cominho, vinho e bebidas de leite adoçadas e fortificadas. Como o estômago fora aberto, deveria ser "fechado" no fim da refeição com a ajuda de um digestivo, comumente um dragée, que durante a Idade Média consistia em massas de açúcar condimentadas, ou hypocras, um vinho aromatizado com condimentos fragrantes, juntamente com queijo velho.
Uma refeição idealmente se iniciava com frutas facilmente digeríveis, como maçãs. Seguidas então de vegetais como alface, repolho, beldroega, ervas, frutas úmidas, carnes leves como frango ou cabrito com sopas grossas e caldos. Após, seriam consumidas as carnes mais fortes como de porco e bovina, junto com vegetais e castanhas, consideradas de difícil digestão. Era popular (e recomendado pela medicina) finalizar a refeição com queijo velho e vários digestivos.
A comida mais ideal era aquela que mais rigorosamente se igualava aos humores dos seres", preferencialmente também podendo ser finamente cortada, moída, coada, para formar uma verdadeira mistura de todos os ingredientes. Cria-se que o vinho branco era mais frio que o vermelho e a mesma distinção era aplicada ao vinagre branco e ao vermelho. O leite era moderadamente quente e úmido; os leites dos diferentes animais eram frequentemente considerados diferentes. A gema de ovo era considerada quente e úmida enquanto a clara era fria e úmida. Era esperado dos cozinheiros experientes que se conformassem ao regime da medicina dos humores. Mesmo que isso significasse limitações nas combinações, ainda havia muito espaço para variações artísticas.

### Variações regionais
A variação geográfica era o resultado das diferenças climáticas, administração política e costumes locais que variavam ao longo do continente. Embora generalizações devam ser evitadas, em áreas mais ou menos distintas certos gêneros alimentícios dominantes podem ser discernidos. Nas Ilhas Britânicas, no norte da França, nos Países Baixos, no norte das áreas de língua alemã, na Escandinávia e na região báltica o clima era geralmente muito severo para o cultivo de uvas e olivas. No sul, o vinho era uma bebida comum tanto entre ricos quanto entre pobres (embora o plebeu usualmente tivesse de optar pelo vinho mais barato de segunda prensagem), enquanto a cerveja era mais comum no norte, sendo o vinho uma importação cara. Frutas cítricas (embora não fossem os tipos mais comuns hoje) e romãs eram comuns na região do Mediterrâneo. Figos secos e tâmaras ocorriam no norte, mas eram usados frugalmente na culinária.
O azeite era um ingrediente ubíquo na região do Mediterrâneo, mas permanecia uma importação cara no norte, onde o óleo de papoula, de nozes, e de avelã eram as alternativas mais acessíveis. Manteiga e banha de porco, especialmente depois da terrível sangria da população durante a Peste Negra, eram usados em quantidades consideráveis nas regiões norte e no noroeste, especialmente nos Países Baixos. Quase universal nas cozinhas das classes média e alta de toda a Europa era a amêndoa, que estava no ubíquo e altamente versátil leite de amêndoa, embora a variedade amarga tenha chegado muito mais tarde.

## Refeições

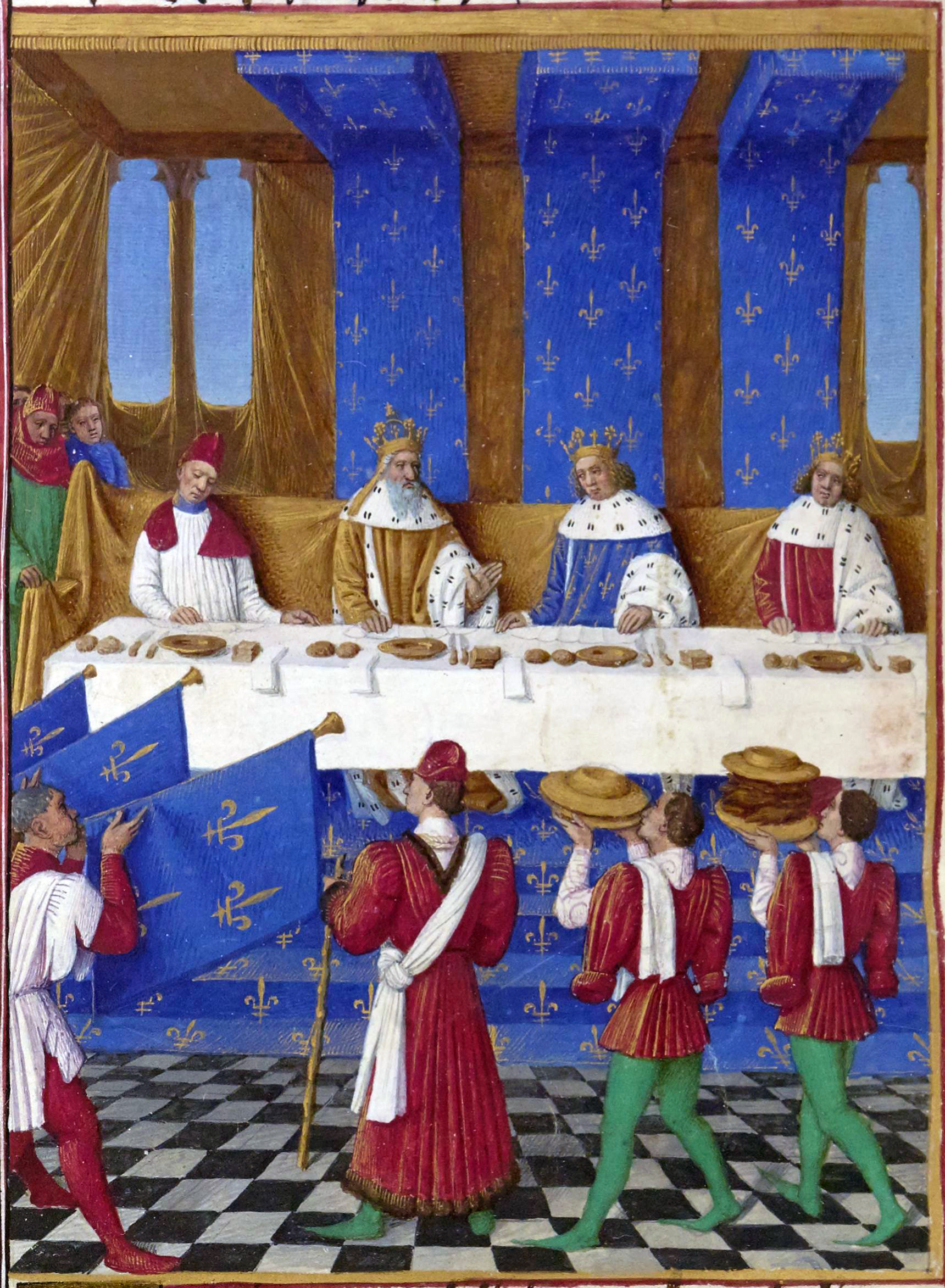
Banquete dado em Paris em 1378 por Carlos V de França (centro) para Carlos IV, Sacro Imperador Romano-Germânico (esquerda) e seu filho Venceslau, Rei dos Romanos. Por Jean Fouquet, 1455-60. Cada pessoa no jantar tem duas facas, um saleiro quadrado, guardanapo, pão e um prato.

Tipicamente havia duas refeições por dia: a principal feita ao meio-dia e uma ceia mais leve ao anoitecer. Os moralistas desaprovavam quebrar o jejum da noite muito cedo, e os membros da igreja e as classes cultas evitavam isso. Por razões práticas, o desjejum era feito pela maior parte dos trabalhadores, e era tolerado para crianças pequenas, mulheres, idosos e pessoas doentes. Em razão de a igreja pregar contra a gula e outras fraquezas da carne, os homens tendiam a se envergonhar da fraca natureza prática do desjejum. Banquetes esbanjadores e ceias reresopers (do occitano rèire-sopar: "ceia tardia") tarde à noite, com quantidades consideráveis de bebida alcoólica eram considerados imorais. Estes últimos eram especialmente associados aos vícios de jogos, linguagem bruta, embriaguez, e comportamento lascivo. Pequenas refeições e lanches eram comuns (embora também desgostados pela igreja), e os trabalhadores comumente recebiam um subsídio de seus patrões, a fim de comprar nuncheons, pequenas porções de alimento, para serem comidas durante intervalos.

### Etiqueta
Havia uma tendência que aumentava por toda a Idade Média de escapar do rigoroso coletivismo que saturava todo o período. Por outro lado, a refeição medieval era uma ocorrência comunal, como todas as outras partes da vida. Todas as pessoas da casa, incluindo os criados, idealmente teriam a refeição juntos. A evasão para gozar de companhia privada era considerada um egotismo num mundo onde as pessoas dependiam muito umas das outras. No século XIII, o bispo inglês Robert Grosseteste advertiu a condessa de Lincoln: "proíba refeições e ceias fora do salão, em cômodos privados e secretos, pois disso vêm desperdício e desonra para o senhor e para a senhora." Ele também recomendou vigiar para que os criados não roubassem as sobras para fazerem reresopers (refeições a mais) no lugar de dá-las como esmolas. Embora houvesse descrições de etiqueta para as refeições em ocasiões especiais, pouco se sabe sobre os detalhes das refeições do dia a dia da elite, ou sobre os modos à mesa das pessoas comuns e dos necessitados. Contudo, pode-se assumir que, para as classes baixas, não havia luxos extravagantes como refeições divididas (entrées, relevés, principal, etc.), condimentos luxuosos, e lavar as mãos com água perfumada.

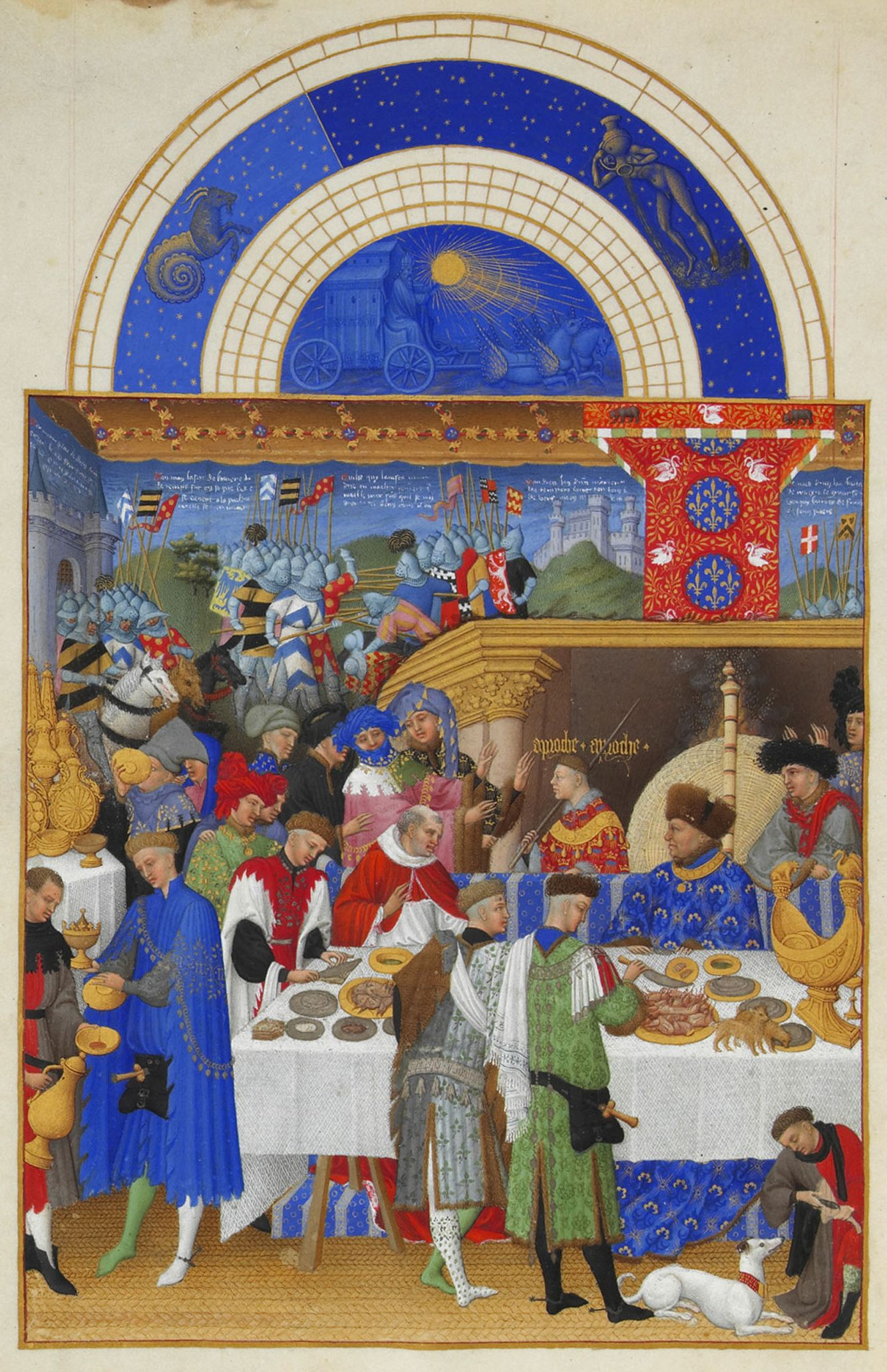
João, Duque de Berry apreciando uma grande refeição. O Duque está sentado na alta mesa abaixo de um luxuoso baldaquino em frente à lareira, servido por vários criados, incluindo um que somente serve as carnes. À mesa, à esquerda do Duque, está um saleiro dourado, na forma de um navio; ilustração do Livro das Horas Très Riches Heures du Duc de Berry, 1410.

Já entre as classes mais abastadas, antes da refeição e entre os pratos, bacias rasas e toalhas de linho eram oferecidas aos convidados para que pudessem lavar as mãos, já que a limpeza era enfatizada. Códigos sociais dificultavam que as mulheres mantivessem um padrão de asseio, delicadeza e de serem imaculadas quando dos banquetes suntuosos; assim, a esposa do anfitrião frequentemente fazia sua refeição em particular com sua companhia. Ela poderia então se juntar ao banquete quando a potencialmente confusa ação de comer estivesse acabada. Em todo lugar, a refeição refinada era uma coisa predominantemente dos homens, e era incomum para qualquer um, exceto para o mais honrado dos convidados, trazer sua esposa e suas criadas de companhia. A natureza hierárquica da sociedade era reforçada pela etiqueta, segundo a qual o inferior deveria ajudar o superior, o mais novo auxiliaria o mais velho, e o homem isentar a mulher do risco de manchar roupas e reputação por ter de manusear alimentos de modo indigno para a mulher. Compartilhar os vasilhames de beber era comum para todos até mesmo em banquetes superabundantes, exceto para aqueles que se sentavam no estrado, assim como era o padrão da etiqueta partir o pão e trinchar a carne para os companheiros de refeição.

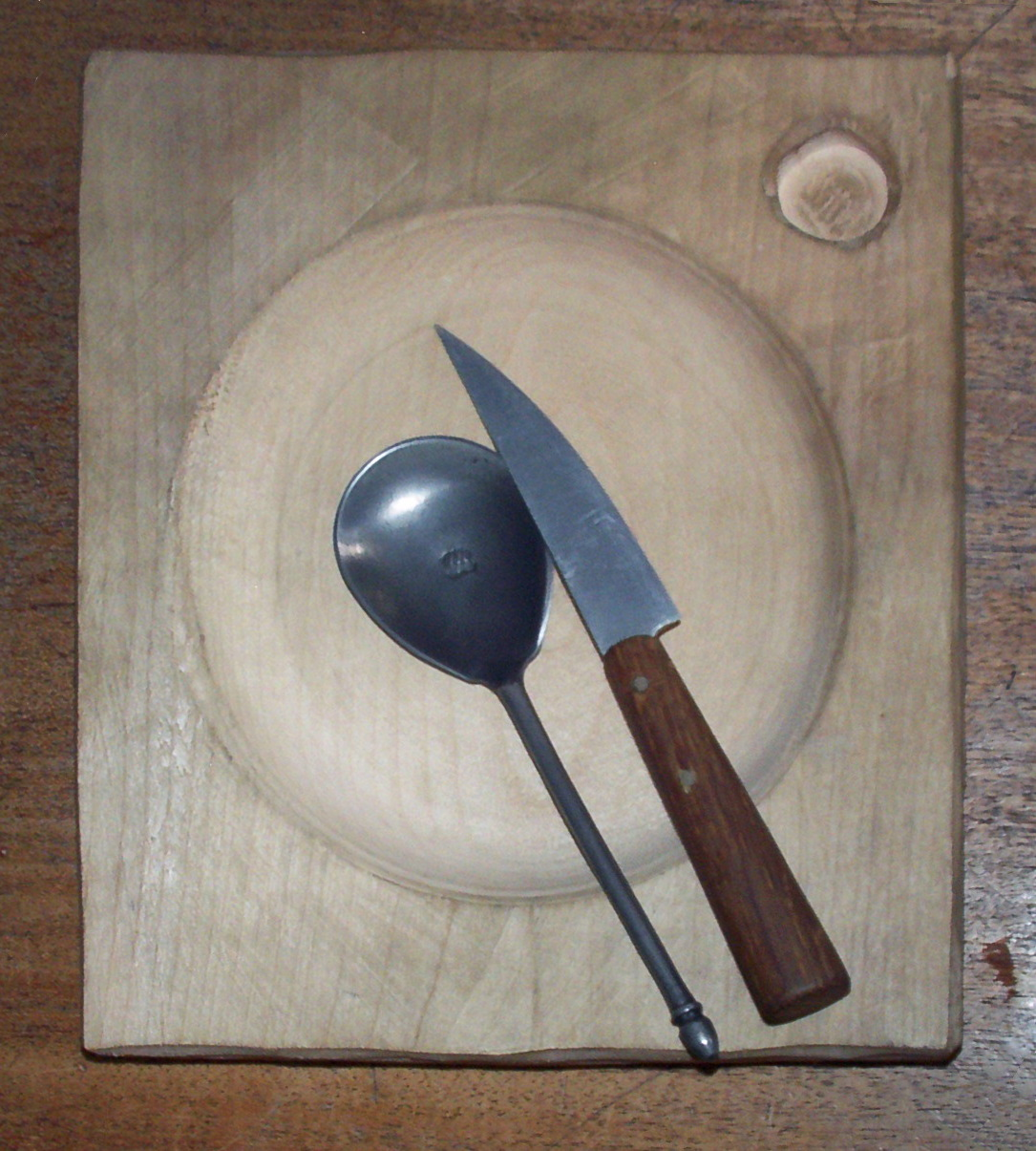
Recipiente de madeira, no qual os convidados colocavam sua porção.

Os alimentos em sua maior parte eram servidos em pratos ou em potes de ensopado, e as pessoas pegavam suas porções dos pratos e colocavam-na em recipientes de madeira, de pão seco ou de peltre com a ajuda de colheres ou com as mãos. Nas casas das classes mais baixas era comum comer o alimento diretamente da mesa. As facas eram usadas à mesa, mas era esperado da maioria que trouxesse a sua própria, e somente aos convidados altamente favorecidos seria dada uma faca pessoal. A faca era usualmente compartilhada com pelo menos outro convidado, a menos que se fosse de alta classe ou conhecido próximo do anfitrião. Os garfos não eram muito difundidos na Europa até o período moderno, e no início eram limitados à Itália. Mesmo aí não foi antes do fim do século XIV que o garfo se tornou comum entre os italianos de todas as classes sociais. A mudança de hábitos pode ser ilustrada pelas reações aos modos à mesa da princesa bizantina Teodora Ducena no fim do século XI. Ela era a futura esposa do Doge de Veneza Domenico Selvo, e causou um desânimo considerável entre os venezianos honrados. A insistência da consorte estrangeira, que queria que sua refeição fosse cortada por seus servos eunucos, para ser então comida com um garfo dourado, chocou e perturbou os convidados tanto que o Bispo de Ostia mais tarde interpretou suas maneiras estrangeiras refinadas como soberba e referiu-se a ela assim: "…a esposa veneziana do Doge cujo corpo, após sua excessiva delicadeza, deteriorou-se completamente"

## Preparação dos alimentos

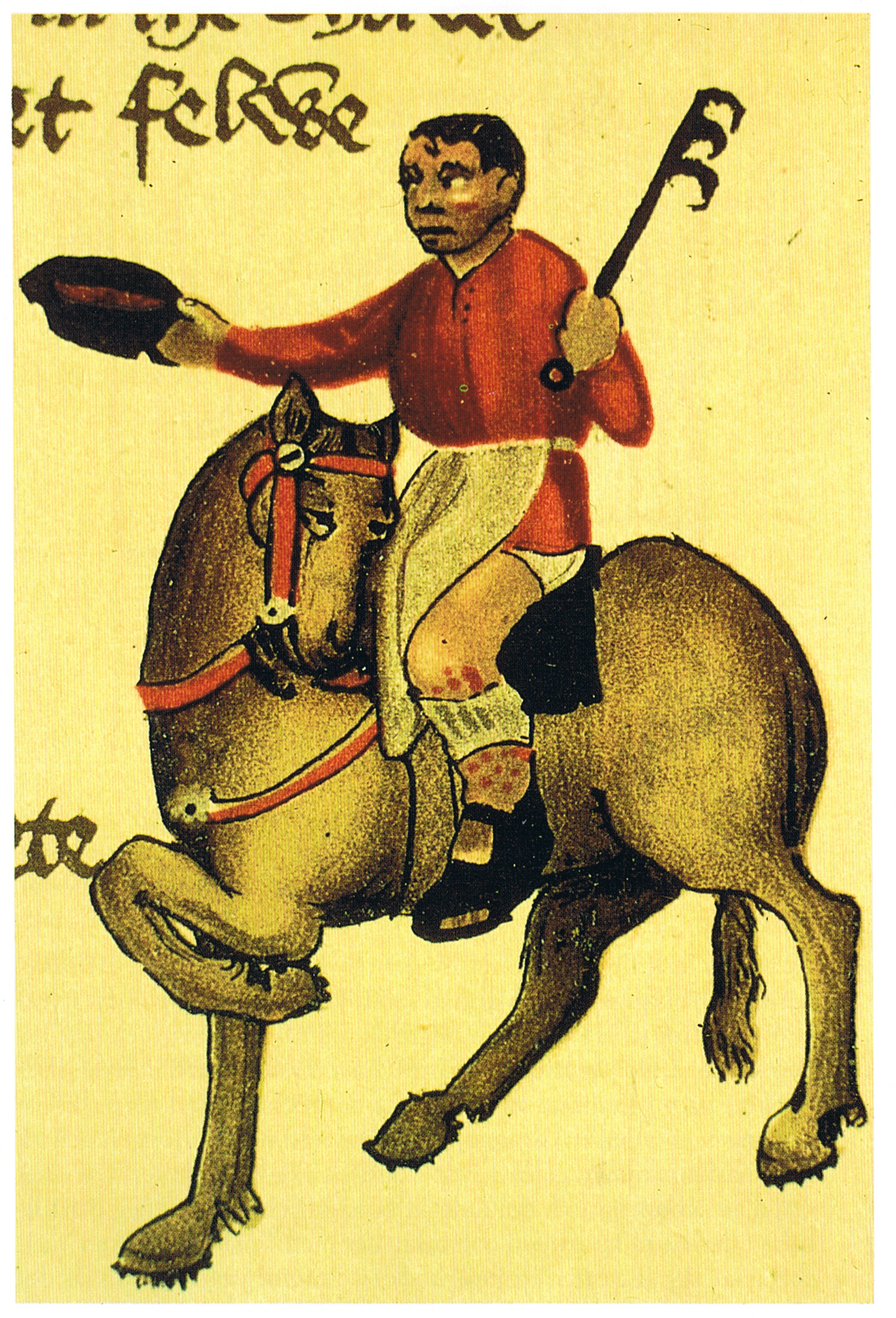
Uma ilustração do cozinheiro nos Contos da Cantuária, de Geoffrey Chaucer. Note o longo gancho de carne em sua mão esquerda, uma das ferramentas mais comuns do cozinheiro na Idade Média

Toda a culinária envolvia uso direto de fogo. Não havia fogões antes do século XVIII, e os cozinheiros deviam saber como preparar os alimentos diretamente em fogo aberto. Os fornos eram usados, mas eram de construção cara e existiam somente em casas maiores e em padarias. Era usual para comunidade compartilhar a propriedade de um forno para garantir que o essencial assar do pão fosse feito público em vez de privado. Havia também fornos portáteis feitos para serem cheios com alimento e então enterrados em brasas, e mesmo outros maiores montados em rodas eram usados para vender tortas nas ruas das cidades medievais. Mas para a maioria das pessoas, quase todo o cozimento era feito em simples panelas para ensopados, já que esse era o uso mais eficiente da lenha e não desperdiçava os preciosos caldos dos alimentos, fazendo das sopas e dos guisados os pratos mais comuns. Em toda parte, a maioria das evidências sugerem que os pratos medievais tinham um conteúdo razoavelmente alto de gordura, ou pelo menos a gordura era acessível. Isso era considerado um problema menor num tempo onde árduos trabalhos, fome, e uma maior aceitação — até mesmo desejo — de obesidade; apenas os pobres, os doentes e os devotos do ascetismo eram magros.
As frutas eram de bom grado combinadas com carne, peixe e ovos. A receita medieval Torta de brymlent (Tart de brymlent), uma torta de peixe da compilação de receitas Fôrma de Cury, inclui uma mistura de figos, passas, maçãs e peras com peixe (salmão, bacalhau novo ou hadoque) e ameixas roxas sem caroço abaixo da crosta superior. O mais importante era ter certeza de que o prato estava de acordo com os padrões contemporâneos da medicina e dos dietistas. Isso significava que o alimento deveria ser "ajustado" de acordo com sua natureza por uma combinação apropriada na preparação e mistura dos ingredientes e condimentos. Por exemplo, o peixe era considerado muito frio e úmido, e, portanto, era melhor se preparado de forma que o esquentasse e o secasse, como frituras ou assadura em forno, e temperado com condimentos quentes e secos; a carne bovina, considerada seca e quente, deveria então ser cozida em água; a carne de porco era quente e úmida e deveria sempre ser assada. Em algumas coleções de receitas, os ingredientes alternativos eram especificados levando em consideração mais a natureza dos humores do que a similaridade de sabor. Numa receita de torta de marmelo, o repolho é dado como alternativo idêntico, em outra, o nabo é considerado equivalente às pêras.
Coleções de receitas ainda existentes mostram que a gastronomia no fim da Idade Média se desenvolveu significativamente. Novas técnicas de receitas, como a clarificação de geleias com clara de ovo, começaram a aparecer no fim do século XIV, e começaram-se a incluir instruções detalhadas nas receitas, em vez de serem meros lembretes.

### A cozinha medieval

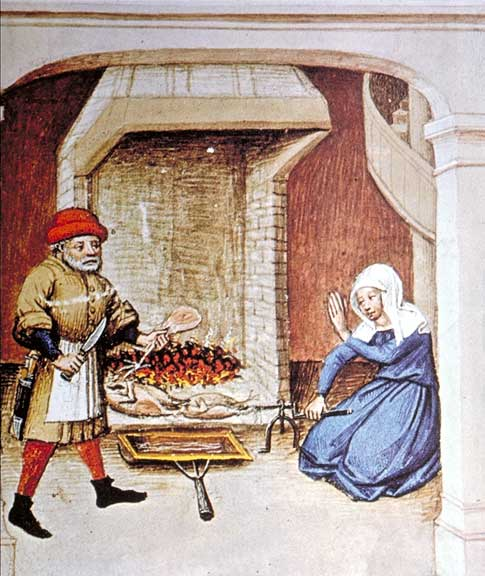
Ave sendo assada num espeto. Abaixo do espeto está uma bacia estreita e rasa para coletar o gotejamento para uso em molhos ou para cozer a carne; ilustração de Decamerão, Flanders, 1432.

Na maioria das casas, os cozimentos eram feitos em uma espécie de lareira no centro do cômodo principal, para fazer uso eficiente do calor. Esse era o arranjo mais comum, mesmo em casas ricas, na maior parte da Idade Média, onde a cozinha era combinada com a sala de refeições. Na Baixa Idade Média, uma cozinha separada começou a evoluir. O primeiro passo foi mover a área do fogo para as paredes da sala principal, e mais tarde fez-se uma construção ou uma asa separada que continha a área da cozinha, frequentemente separada da construção principal por uma arcada coberta. Desse modo, a fumaça, os odores e os barulhos da cozinha poderiam ser mantidos fora da vista dos convidados, e os riscos do fogo diminuíam.
Muitas das variações básicas de utensílios culinários disponíveis hoje, como frigideiras e outros tipos de panelas, chaleiras e chapas para a fabricação de wafels já existiam, mesmo que fossem frequentemente muito caras para as casas mais pobres. Outros utensílios mais específicos para se preparar alimentos sobre fogo aberto eram espetos de vários tamanhos, e materiais para prender qualquer coisa desde delicadas codornas a bois inteiros. Havia também suportes móveis com ganchos ajustáveis, de modo que as panelas e os caldeirões pudessem ser facilmente movidos para fora do fogo para evitar que queimassem ou que transbordassem pela fervura. Os utensílios eram frequentemente mantidos diretamente sobre o fogo ou colocados em brasas ou sobre tripés. Para auxiliar o cozinheiro havia também várias facas, colheres, conchas e raladores. Em casas ricas, um dos utensílios mais comuns era o almofariz e um tecido para peneirar, já que muitas receitas medievais requeriam que o alimento fosse finamente cortado, triturado, coado e curado, fosse antes ou depois do cozimento. Isso era baseado na crença entre os médicos de que quando mais fina fosse a consistência do alimento, mais efetivamente o corpo o absorveria. Isso também deu aos cozinheiros hábeis a oportunidade de modelar cuidadosamente os resultados. Os alimentos de textura refinada eram associados à saúde; por exemplo, a farinha finamente moída era mais cara, enquanto o pão das pessoas comuns era tipicamente marrom e rústico. Um procedimento típico era tirar a pele e cortar o animal, triturar a carne e misturá-la com temperos e outros ingredientes e colocá-la de volta na pele, ou moldá-la na forma de um animal completamente diferente.
O número dos que trabalhavam na cozinha de um grande nobre ou das cortes reais ocasionalmente chegava às centenas: responsáveis pelos pães, pela despensa, padeiros, os que faziam wafers, molhos, açougueiros, trinchantes, pajens, ordenhadoras, mordomos e incontáveis ajudantes. Enquanto a casa camponesa na média cozinhava com a lenha coletada na região florestal circundante, as cozinhas das grandes casas tinham de competir com a logística de providenciar pelo menos duas refeições para algumas centenas de pessoas. Podem ser vistas normas de como preparar alimento para um banquete de dois dias no livro de receitas do século XV Du fait de cuisine ("Da arte culinária"), escrito por Chiquart, chef principal de Amadeu VIII, duque de Saboia. Chiquart recomenda que o cozinheiro chefe deve ter em mãos pelo menos 1000 cargas de carroça de "lenha boa e seca" e um grande celeiro cheiro de carvão.

### Conservação
Os métodos de preservação dos alimentos eram basicamente os mesmos utilizados desde a antiguidade, e não mudaram muito até a invenção do enlatamento no início do século XIX. O método mais comum e mais simples era expor os alimentos ao calor e ao vento para remover a umidade, o que prolongava a durabilidade, se não o sabor de quase qualquer tipo de comida, de cereais a carnes; secar o alimento funcionava por reduzir drasticamente a atividade dos vários micro-organismos dependentes da água, que causam a deterioração. Nos locais de clima mais quente os alimentos eram deixados ao Sol, e nos de clima mais frio do norte eram expostos aos fortes ventos (especialmente comum para a preparação de bacalhau seco e salgado), ou em lugares quentes: fornos, porões, sótãos, e às vezes até mesmo nos cômodos das moradias.
Submeter o alimento a processos químicos como a defumação, salga, cristalização ou fermentação também fazia-o durar mais. A maior parte desses métodos tinha a vantagem de encurtar o tempo de preparação e de introduzir novos sabores. A defumação e a salga de carne de criações abatidas no outono era uma estratégia comum para evitar ter de alimentar mais animais do que o necessário durante os improdutivos meses do inverno. Havia a tendência de salgar muito a manteiga (5–10%) para que não estragasse. Os vegetais, os ovos e os peixes eram também frequentemente conservados como picles em potes firmemente empacotados, contendo salmoura e líquidos ácidos (suco de limão, vertjus, um suco extraído de uvas não maduras, ou vinagre). Outro método era criar uma vedação em volta o alimento cozinhando-o em açúcar ou mel, ou em gordura, nos quais era armazenado. Contudo, modificações feitas por bactérias também eram promovidas por alguns métodos: grãos, frutas e uvas eram transformadas em bebidas alcoólicas, desinfetando-as, e o leite era fermentado e curado para a fabricação de muitos tipos de queijos ou leitelho.

## Cereais

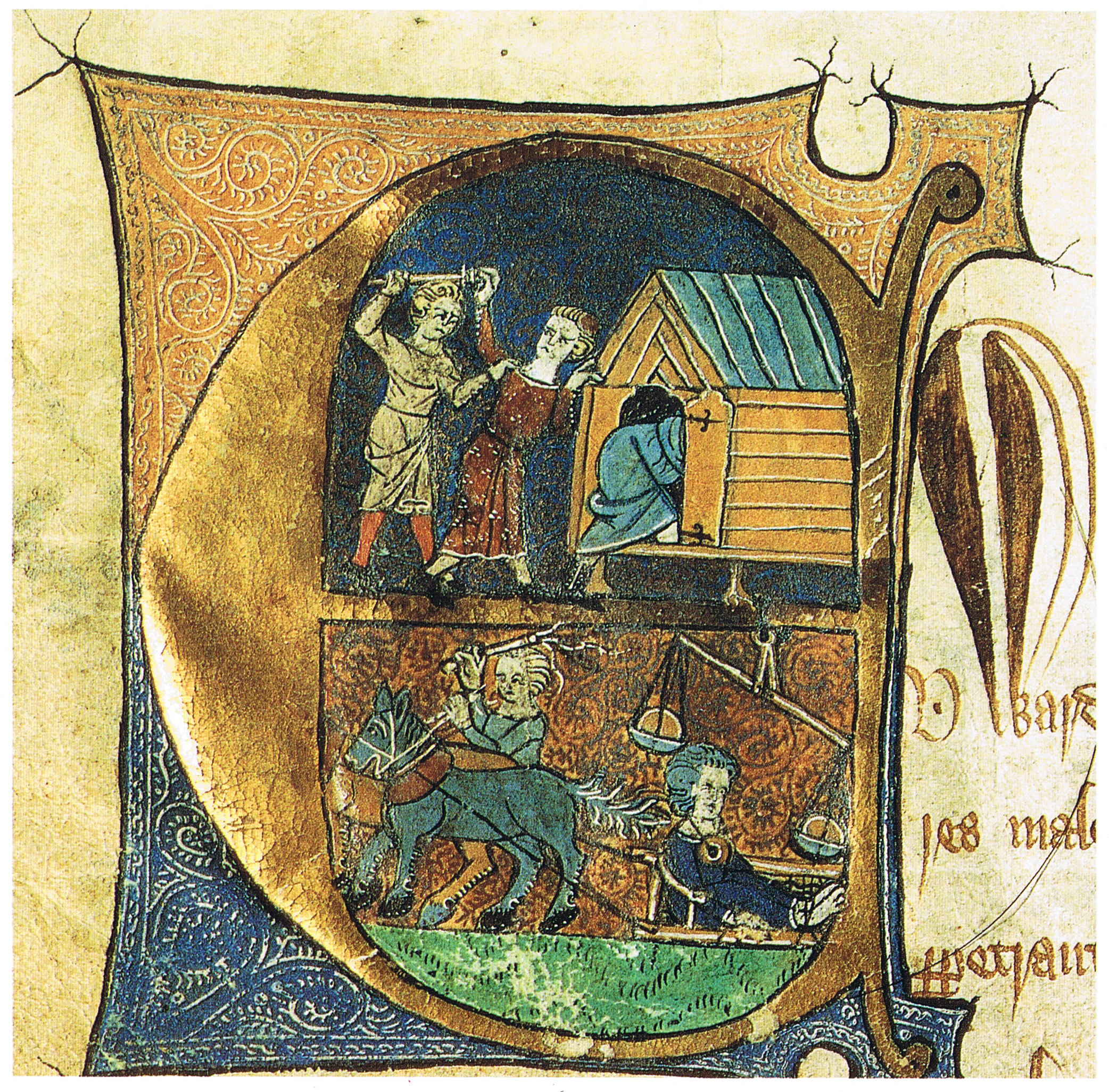
Um padeiro surpreendido ao tentar enganar os fregueses é punido, sendo puxado num trenó ao redor da comunidade com o pão da infração amarrado no pescoço.

A expressão Pão nosso de cada dia era uma realidade concreta durante a Idade Média. A alimentação de todas as classes sociais consistia principalmente em cereais, usualmente na forma de pão e, em menor grau, mingaus e massas. As estimativas do consumo de pão por toda a Europa são muito similares: por volta de 1 a 1,5 kg de pão por pessoa por dia. Os grãos mais comuns eram centeio, cevada, trigo sarraceno, milhete e aveia. O arroz permaneceu uma importação cara na maior parte da Idade Média e era cultivado no norte da Itália somente no fim do período. O trigo era comum em toda a Europa e era considerado o mais nutritivo de todos os grãos, mas era de mais prestígio e, portanto, mais caro. A farinha branca finamente peneirada com a qual os europeus modernos estão acostumados era reservada para o pão das classes superiores, enquanto os de status inferior comiam um pão que se tornava mais rústico, mais escuro e com conteúdo maior de farelo conforme se fosse de camada mais baixa da sociedade. Nos tempos de falta de grãos ou de grande fome, os grãos poderiam ser suplementados com substitutos mais baratos e menos desejados como castanhas, legumes, bolotas, samambaias e uma grande variedade de outros vegetais mais ou menos nutritivos.
Um dos constituintes mais comuns da refeição medieval, seja como parte de um banquete, seja como petiscos, eram pães embebidos em vinho, sopa, caldo ou molho. Outro prato comum da era um grosso manjar de trigo, frequentemente fervido em caldo de carne e com condimentos. Eram também feitos mingaus de todos os tipos de grãos, podendo ser servidos como sobremesas ou pratos para os doentes, se fervidos em leite (ou em leite de amêndoa) e adoçado com açúcar. Tortas recheadas com carnes, ovos, vegetais ou frutas eram comuns por toda a Europa, assim como pasteis doces, bolinhos fritos, donuts, e muitas outras massas similares. Por volta da Baixa Idade Média, biscoitos e especialmente wafels, consumidos como sobremesa, se tornaram alimentos de alto prestígio e havia muitas variedades. Grãos, tanto na forma de pão quando de farinha, eram o espessante mais comum para sopas e guisados, puros ou em combinação com leite de amêndoa.

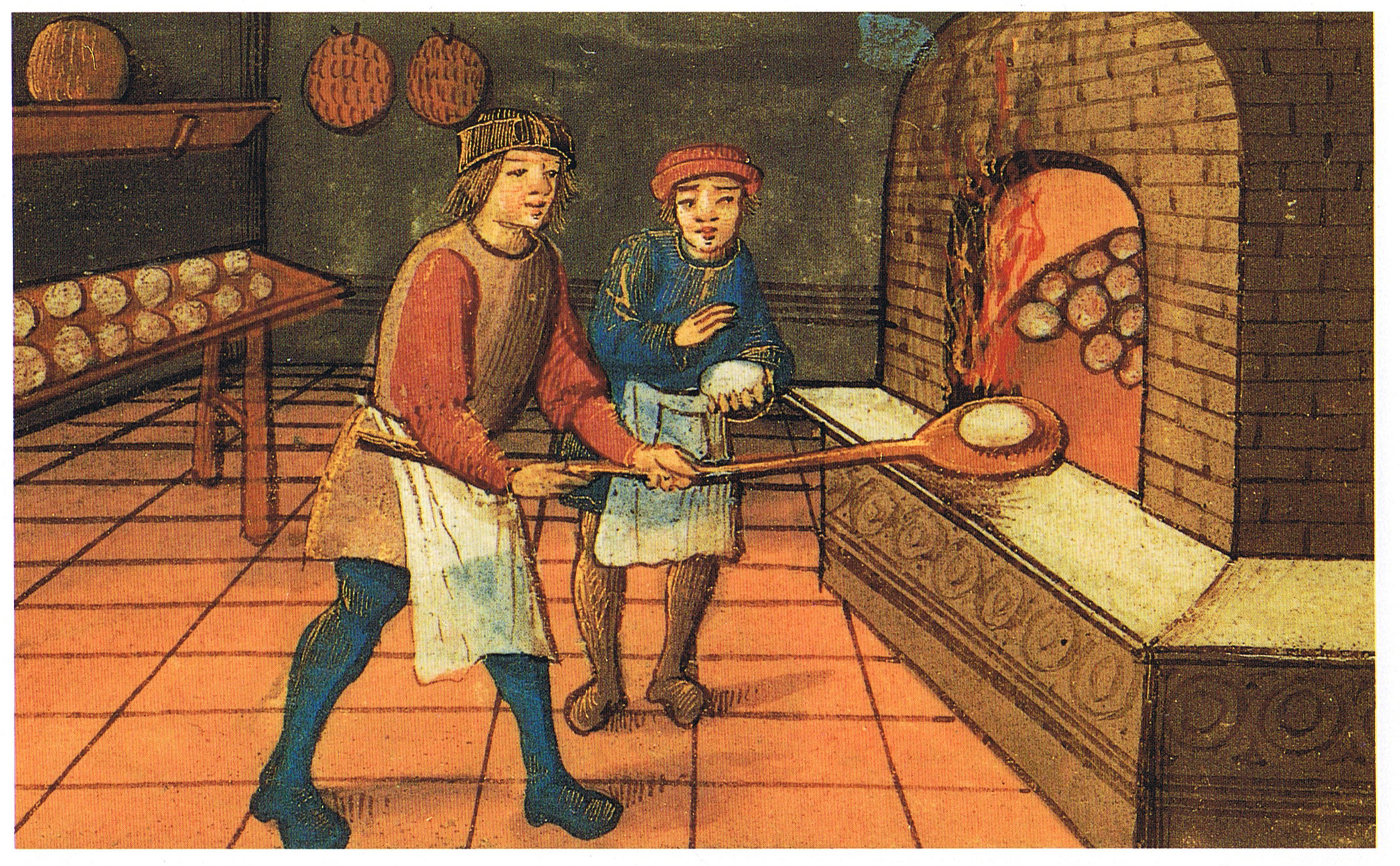
Um padeiro com seu assistente. Como visto na ilustração, os pães redondos estavam entre os mais comuns.

A importância do pão como o principal alimento dava aos padeiros um papel crucial em qualquer comunidade medieval. Entre as primeiras guildas das cidades a serem organizadas estavam as dos padeiros, e leis e regulamentos eram transmitidos para manter os preços do pão estáveis. O Assize of Bread and Ale (Padrões para o Pão e para Bebidas (alcoólicas)) inglês de 1266 possuía extensas tabelas onde o tamanho, o peso e o preço do pão eram regulamentados em relação aos preços dos grãos. A margem de lucro estipulada para o padeiro nas tabelas foi mais tarde aumentada pelo lobby bem sucedido da Companhia de Padeiros de Londres; isso foi conseguido aumentando-se o custo de tudo, de lenha à esposa do padeiro, casa e cachorro. Sendo o pão parte central da dieta medieval, fraudes realizadas por aqueles confiados a fornecer a preciosa mercadoria para a comunidade eram consideras uma ofensa séria. Padeiros pegos falsificando os pesos ou adulterando a massa com ingredientes mais baratos poderiam receber penalidades severas. Isso deu origem à expressão dúzia de padeiro: um padeiro forneceria 13 pães pelo preço de 12, para ter certeza de não ser conhecido como um embusteiro.
A utilidade do pão não se restringia a ser comido: embora geralmente feitos de madeira ou metal (na maior parte peltre), os recipientes que serviam de pratos na refeição em casas ricas eram feitos de pão velho, feitos de farinha não peneirada mesmo no início da Idade Moderna, e o pão era usado para limpar as facas quando passadas para outra pessoa ou antes de pegar sal do saleiro de mesa compartilhado. Mesmo aparentemente descuidado, o manuseio de metal quente ao servir os pratos podia ser realizado com fatias de pão destramente enroladas nas mãos dos empregados, mas longe do olhar dos implacáveis, escrupulosos e destacados que faziam refeição.

## Frutas e vegetais

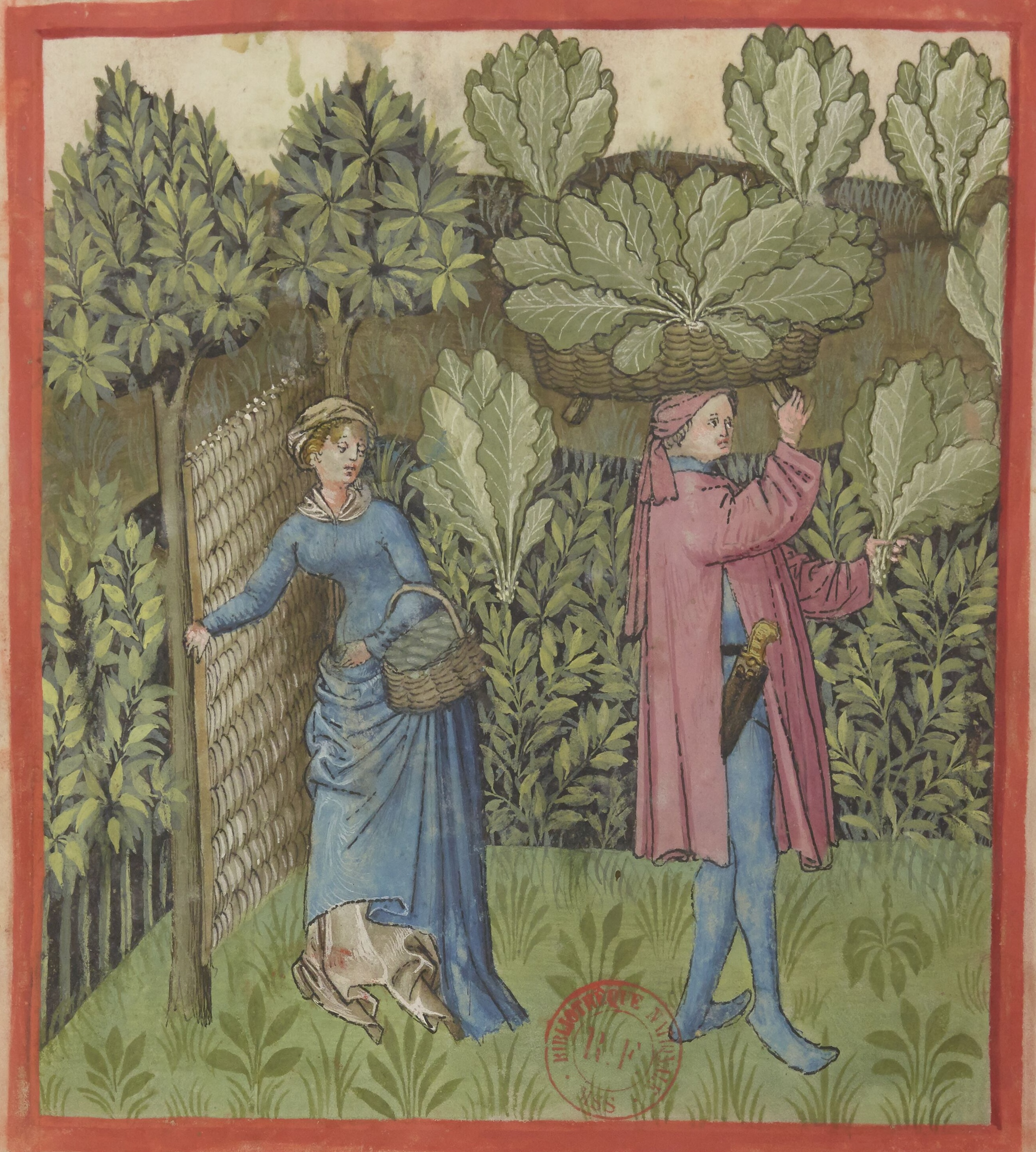
Colheita de repolho. Tacuinum Sanitatis, século XV

Os grãos eram o constituinte primário da maior parte das refeições, mas outros vegetais, como repolho, beterraba, cebola, alho, e cenoura eram alimentos comuns. Muitos desses eram comidos diariamente por camponeses e trabalhadores, mas eram de menos prestígio que a carne. Os livros culinários, direcionados mais àqueles que poderiam adquirir tal luxo, e que apareceram no fim da Idade Média, continham apenas um número pequeno de receitas utilizando tais vegetais, a não em ser pratos de acompanhamento e em sopas com carne e vegetais. Eram utilizadas muitas variações da cenoura na Idade Media: entre elas uma variedade saborosa vermelho-escura e um outro tipo, de menos prestígio, de cor verde-amarelada. Vários legumes, como grão-de-bico, fava e ervilha eram também comuns e importantes fontes de proteínas. Com exceção das ervilhas, estes não eram vistos com bons olhos pelos dietistas da época, parcialmente por sua tendência de causar flatulência. A importância dos vegetais para as pessoas comuns é ilustrada por relatos da Alemanha do século XVI, os quais afirmam que muitos camponeses comiam chucrute de três a quatro vezes por dia.
As frutas eram populares e poderiam ser servidas frescas, secas ou em conserva, e eram ingredientes comuns em muitos pratos de carnes. Sendo caros o açúcar e o mel, era comum incluir muitos tipos de frutas em pratos que requeressem adoçantes de algum tipo. As frutas da preferência no sul eram limões, cidras, laranjas-azedas (a variação doce foi introduzida centenas de anos depois), romãs, marmelos e, naturalmente, uvas. Mais ao norte, maçãs, pêras, ameixas e morangos eram mais comuns. Figos e tâmaras eram consumidos em toda a Europa, mas eram importações um tanto caras no norte.
Ingredientes comuns e frequentemente básicos em muitas cozinhas europeias modernas, como batatas, feijão -roxo, cacau, baunilha, tomates, pimentas e milho não eram utilizados pelos europeus até o fim do século XV, com o contato destes com os americanos, e mesmo depois disso frequentemente levava muito tempo para que os novos alimentos fossem aceitos por toda a sociedade.

## Carnes

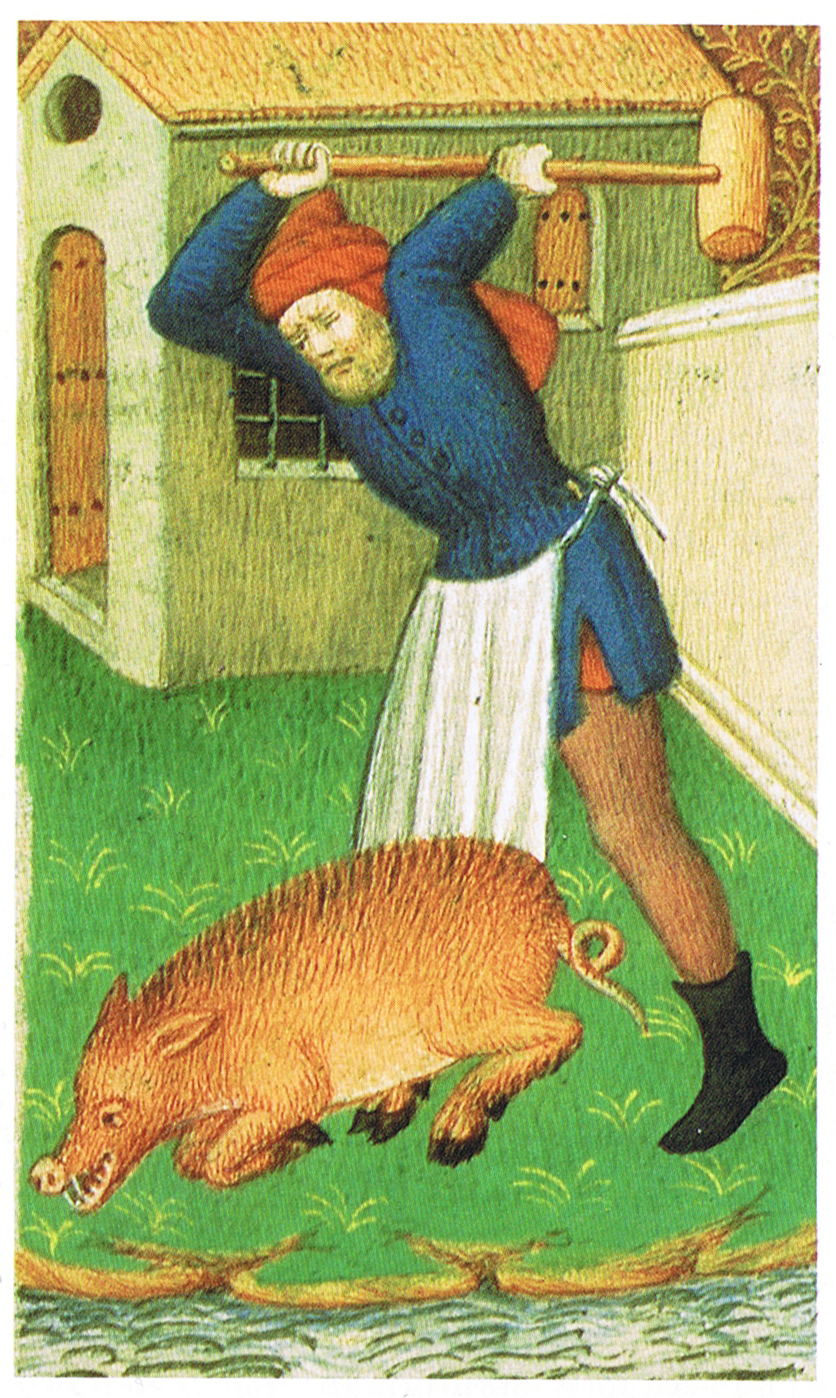
Porco prestes a ser abatido.

A carne de animais selvagens caçados era popular entre aqueles que podiam obtê-la, mas a maior parte da carne vinha de animais domésticos. A carne de bovinos não era tão comum quanto hoje por que a criação de gado era muito trabalhosa, requerendo pasto para a alimentação, e os bois e as vacas tinham muito mais valor como animais de tração e para a produção de leite. Animais abatidos por não poder mais trabalhar não eram particularmente apetitosos e portanto tinham menos valor. Muito mais comum era a carne de porco, já que este requeria menos atenção e alimento mais barato. Os porcos domésticos frequentemente ficavam soltos mesmo na cidade e podiam ser alimentados com qualquer sobra orgânica da cozinha, e os leitões alimentados somente com o leite da mãe eram uma iguaria procurada. A carne de carneiro e de cordeiro eram comuns, especialmente nas áreas onde havia indústrias relativamente grandes de lã, assim como carne de vitela. Diferentemente da maior parte do mundo ocidental moderno, todas as partes do animal eram comidas, incluindo orelhas, focinho, cauda, língua e ventre. Os intestinos, a bexiga e o estômago poderiam ser usados como invólucro para linguiças, ou mesmo para se criar ilusões de comida, como ovos gigantes. Entre as carnes que hoje são raras ou até mesmo consideradas inapropriadas para consumo humano eram a de ouriço e de porco-espinho, ocasionalmente mencionados em receitas da Baixa Idade Média. Ambos eram considerados formas de porcos inferiores.
Vários tipos de pássaros serviam de alimento, incluindo cisnes, pavões, codornas, perdizes, cegonhas, grous, cotovias e qualquer outro pássaro que conseguissem caçar. Os cisnes e os pavões eram frequentemente domesticados, mas eram consumidos apenas pela elite social, e mais preferidas por sua aparência (muitas vezes usada para criar belos pratos) do que por sua carne. Assim como hoje, os gansos e os patos eram domesticados, mas não eram tão populares quanto a galinha, a ave equivalente ao porco. Curiosamente acreditava-se que o ganso-de-faces-brancas não se reproduzia por ovos como os outros pássaros, mas crescendo em cirripedias, e deste modo era considerado aceitável como alimento nos dias de jejum e na Quaresma.
As carnes eram mais caras que os alimentos de origem vegetal. Embora rica em proteínas, a quantidade de caloria por peso de carne era menor que a dos vegetais. A carne podia ser até quatro vezes mais cara que o pão. Os peixes podiam ter até 16 vezes o custo, e eram caros mesmo para as populações costeiras. Isso significa que os dias de jejum poderiam ser uma dieta magra para aqueles que não podiam adquirir alternativos à carne e ao produtos animais como leite e ovos. Foi apenas depois que a Peste Negra exterminou quase metade da população europeia que a carne se tornou mais comum mesmo para as pessoas pobres. A redução drástica em muitas áreas povoadas resultou em falta de mão-de-obra, fazendo com que os salários aumentassem muito. Também deixou vastas áreas de cultivo abandonadas, tornando-as disponíveis para pasto, e colocando mais carne no mercado.

### Peixes e frutos do mar

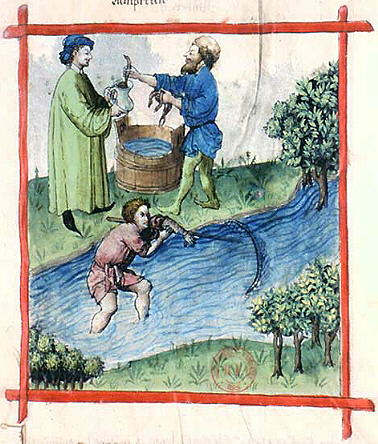
Pesca de lampreia num rio. Tacuinum Sanitatis, século XV

Embora de menos prestígio do que outras carnes animais, e frequentemente vistos como uma mera alternativa à carne em dias de jejum, os frutos do mar ainda eram o principal alimento de muitas populações costeiras. "Peixe", para o homem medieval, era também um nome geral para qualquer animal não considerado propriamente como terrestre, incluindo os mamíferos marinhos, como baleias e marsuínos. Também inclusos eram os castores, devido à sua cauda escamosa e ao tempo considerável que o animal passa na água, e os gansos-de-faces-brancas, devido à falta de conhecimento de seus locais de migração. Tais alimentos eram também considerados apropriados para os dias de jejum.. Especialmente importante era a pesca e o comércio de arenque e de bacalhau no Atlântico e no Mar Báltico. O arenque era de importância sem precedente para a economia de grande parte da Europa do norte, e era uma das mercadorias mais negociadas pela Liga Hanseática, uma poderosa aliança de associações de comércio do norte da Alemanha. Arenques pescados no Mar do Norte, salgados e defumados, podiam ser encontrados em lugares longínquos como a Constantinopla. Grandes quantidades de peixe eram consumidas frescas, mas uma grande proporção era salgada, seca e, em menor quantidade, defumada. Muito comum era o bacalhau preparado dividindo-o ao meio, fixando-o em uma estaca para secar, embora a preparação pudesse levar bastante tempo, sendo necessário bater o bacalhau seco com um malho antes de embebê-lo em água. Uma grande variedade de moluscos, incluindo ostras, mexilhões e vieiras era consumida pelas populações costeiras e ribeirinhas, e camarão de água-doce eram vistos como uma alternativa desejável à carne nos dias de peixe. Comparado à carne, o peixe era muito mais caro para as populações do interior, especialmente na Europa Central, e por essa razão não era uma opção para a maioria. Peixes de água doce como o lúcio, a carpa, a brema, a perca, a lampréia e a truta eram comuns.

## Bebidas

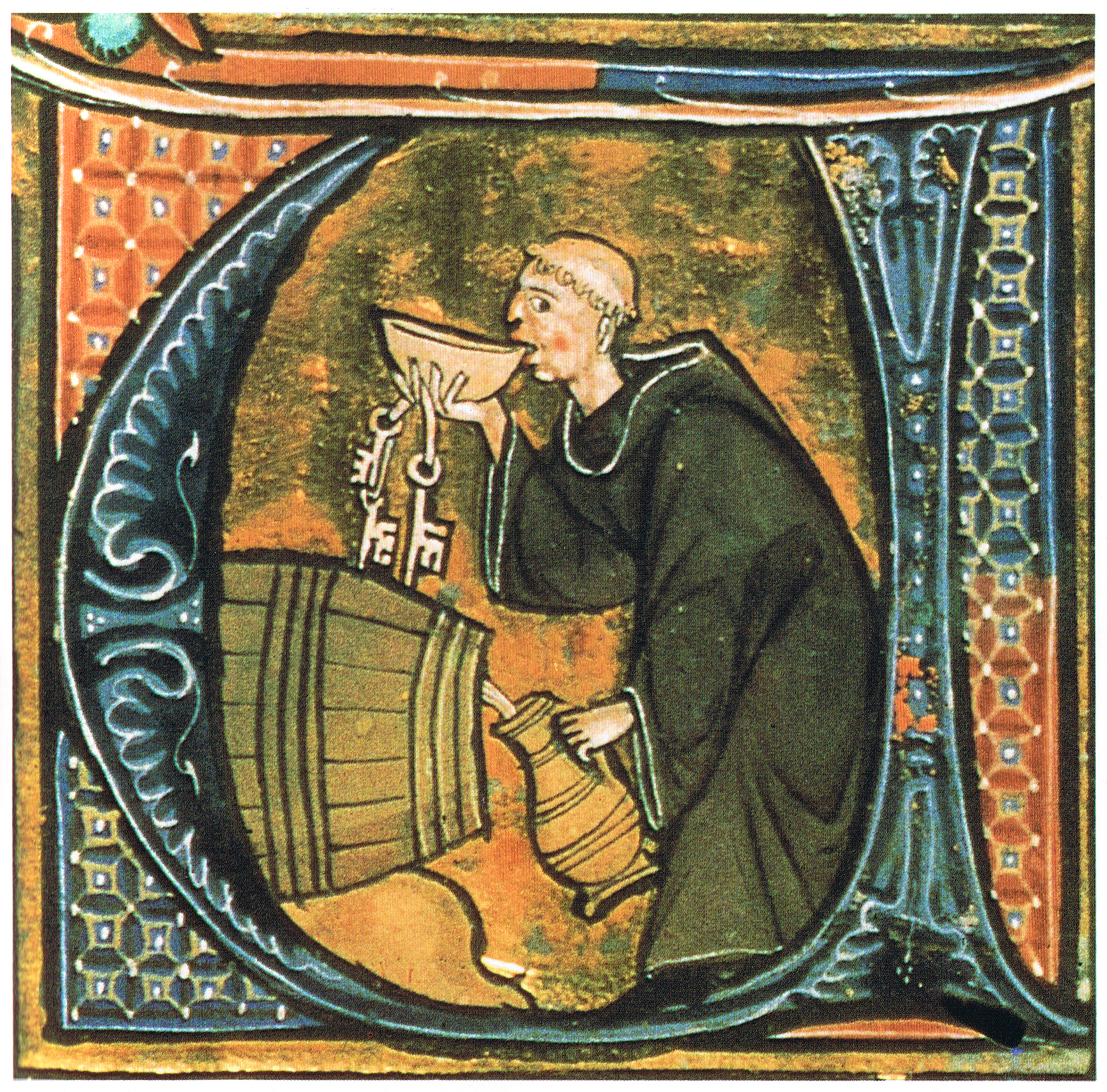
Um monge provando vinho.

Na Idade Média, a preocupação com a pureza da água, as recomendações médicas e seu valor de menos prestígio a faziam menos favorecida, sendo preferidas as bebidas alcoólicas. Estas eram vistas como sendo mais nutritivas e benéficas à digestão que a água, com a inestimável vantagem de serem menos propensas à putrefação por conter álcool. O vinho era consumido diariamente na maior parte da França e no oeste do Mediterrâneo onde houvesse cultivo de uva. Mais ao norte, permanecia a bebida preferida da burguesia e da nobreza que pudesse adquiri-lo, sendo muito menos comum entre camponeses e trabalhadores. A bebida do povo comum na parte norte do continente era principalmente cerveja. Por causa da dificuldade de preservação dessa bebida (especialmente antes da introdução do lúpulo), era em sua maior parte consumida fresca; era portanto mais turva e talvez com menor teor de álcool do que a equivalente moderna típica. O leite puro não era consumido pelos adultos, a não ser os pobres ou doentes, sendo reservado para as crianças pequenas ou para os idosos; geralmente era usado na forma de leitelho ou soro de leite. O leite fresco era em toda parte menos comum que outros laticínios por causa da falta de tecnologia para evitar que se estragasse.
Os sucos de muitos tipos de frutos eram conhecidos, assim como os vinhos, pelo menos desde a Roma Antiga e eram ainda consumidos na Idade Média: vinhos de romã, amora, amoras-silvestres, pêra, e sidra, que eram especialmente populares no norte onde tanto maçãs quanto pêras eram abundantes. As bebidas medievais que sobreviveram até hoje incluem prunellé, de ameixas silvestres (hoje conhecida como "slivovitz"), gim de amora e vinho de amora-silvestre. Muitas variações de hidromel foram vistas em receitas medievais, com ou sem conteúdo alcoólico. Contudo, as bebidas baseadas no mel se tornaram menos comuns como bebida de mesa no fim do período e consequentemente rarearam. O kumis, leite de égua ou de camela fermentado, era conhecido na Europa, mas, como o hidromel, era algo em sua maior parte prescrito por médicos. O hidromel tem sido frequentemente apresentado como bebida comum para os eslavos. Isso é parcialmente verdadeiro, já que o hidromel tinha grande valor simbólico em ocasiões importantes. Quando eram feitos acordos ou outros assuntos de estado, o hidromel era frequentemente dado como presente cerimonial. Era também comum em festas de casamentos e batismos, embora em quantidade limitada devido a seu preço alto. Na Polônia medieval, o hidromel tinha um status equivalente ao dos luxos importados, como especiarias e vinhos.

### Vinho

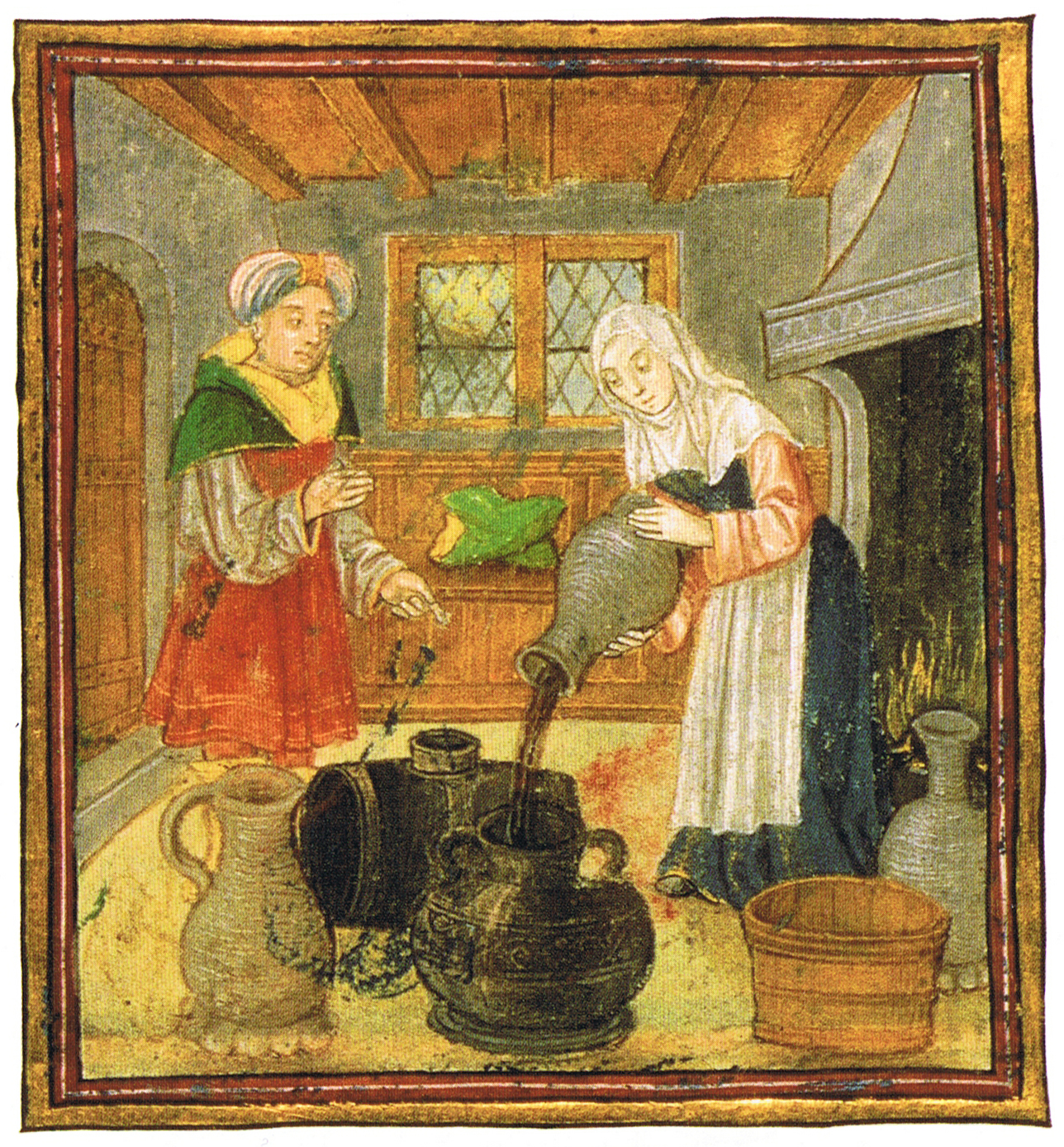
Uma mulher demonstra como tratar e conservar propriamente o vinho.

O vinho era comumente consumido e era também considerado a mais prestigiosa e a mais saudável escolha. De acordo com a dietética de Galeno, era considerado quente e seco (disso veio o uso moderno de "seco" ao se descrever o vinho), mas essas qualidades eram moderadas quando o vinho era diluído em água. Diferentemente da água e da cerveja, que eram consideradas frias e úmidas, cria-se que o consumo moderado do vinho (especialmente de vinho tinto), entre outras coisas, ajudava na digestão, gerava bom sangue e melhorava o ânimo. A qualidade do vinho diferia consideravelmente dependendo da vintage, do tipo de uva e, o mais importante, do número de prensagens. Na primeira prensagem eram feitos os vinhos mais finos e mais caros, que eram reservados às classes altas. A segunda prensagem e a terceira eram subsequentemente de qualidade inferior e com menos conteúdo de álcool. As pessoas comuns usualmente tinham de optar pelo vinho branco ou rosé mais barato de segunda ou mesmo de terceira prensagem, o que significava que poderia ser consumido em quantidades generosas sem que isso levasse a intoxicação forte. Para os indigentes (ou para os mais devotos), vinagre diluído em água era frequentemente a única opção.
A maturação do vinho tinto de qualidade requeria conhecimentos especializados e depósitos e equipamentos caros, o que resultava num produto final ainda mais caro. A julgar pelas recomendações dadas em muitos documentos medievais sobre como recuperar o vinho que dá sinais de que estava estragando, a conservação deve ter sido um problema muito difundido. No século XIV o livro de receitas Le Viandier trazia vários métodos de se recuperar o vinho que estava se estragando; certificando-se de que os barris de vinho estivessem sempre cheios, ou adicionando uma mistura de uvas brancas secas e fervidas com as cinzas de sedimentos de fermentação de vinho branco secos e queimados, eram ambos bactericidas eficazes, mesmo que o processo químico não fosse entendido na época. Vinhos com especiarias não eram somente populares entre os ricos, como também considerados especialmente saudáveis pelos médicos. Acreditava-se que o vinho agia como um tipo de vaporizador e condutor de outros alimentos para todas as partes do corpo, e a adição de especiarias fragrantes e exóticas tornava-o ainda mais benéfico. Vinhos condimentados eram usualmente fabricados misturando-se o vinho tinto comum com um sortimento de especiarias como gengibre, cardamomo, pimenta, pimenta guiné, noz-moscada, cravo e açúcar. Essas eram contidas em pequenas bolsas, que eram postas em infusão em vinho ou tinham o líquido derramado sobre elas para produzir o hypocras (vinho aromatizado com condimentos fragrantes, podendo ser aquecido) e outros tipos de vinho. Por volta do século XIV, misturas assim empacotadas poderiam ser compradas prontas dos mercadores de especiarias.

### Destilados
O antigos gregos e romanos também conheciam a técnica, mas não era praticada em escalas grandes até por volta do século XII, quando as inovações árabes no campo, combinadas com o alambique de vidro resfriado a água, foram introduzidas. Os estudiosos medievais acreditavam que a destilação produzisse a essência do líquido que era purificado, e a expressão aqua vitae (do latim, "água da vida") era usada como termo genérico para todos os tipos de destilados no século XVII. O uso inicial de diversos destilados, alcoólicos ou não, era variado, mas principalmente para fins culinários ou medicinais; um xarope de uva misturado com açúcar e especiarias era prescrito para diversas doenças, e a água-de-rosas era usada como perfume, como ingrediente culinário e para lavar as mãos. Os destilados alcoólicos eram também ocasionalmente usados para pratos secundários (um tipo de prato de entretenimento servido entre os pratos principais) deslumbrantes e que deixavam a respiração quente, embebendo-se um pedaço de algodão em bebida alcoólica. Este era então colocado na boca do animal recheado, cozinhado e ocasionalmente com a pele recolocada, e inflamado antes de apresentar a criação artística.
A aqua vitae em suas formas alcoólicas era altamente elogiada pelos médicos medievais. Em 1309, Arnaldo de Vilanova escreveu: "Ela prolonga a boa saúde, dissipa os humores excessivos, reanima o coração e mantém a juventude". Na Baixa Idade Média, a produção de bebida alcoólica destilada ilegal começou a aumentar, especialmente nas regiões de língua alemã. Por volta do século XIII, o Hausbrand, (literalmente "queimado em casa" de gebrannter Wein, Brandwein; "vinho queimado (destilado)") era algo comum, marcando a origem do conhaque. Próximo do fim da Baixa Idade Média, o consumo de bebidas alcoólicas se tornou tão enraizado que, mesmo entre a população em geral, restrições de vendas e produção começaram a aparecer no fim do século XV. Em 1496 a cidade de Nuremberga criou restrições para a venda da aqua vitae nos domingos e nos feriados oficiais.

## Ervas e especiarias

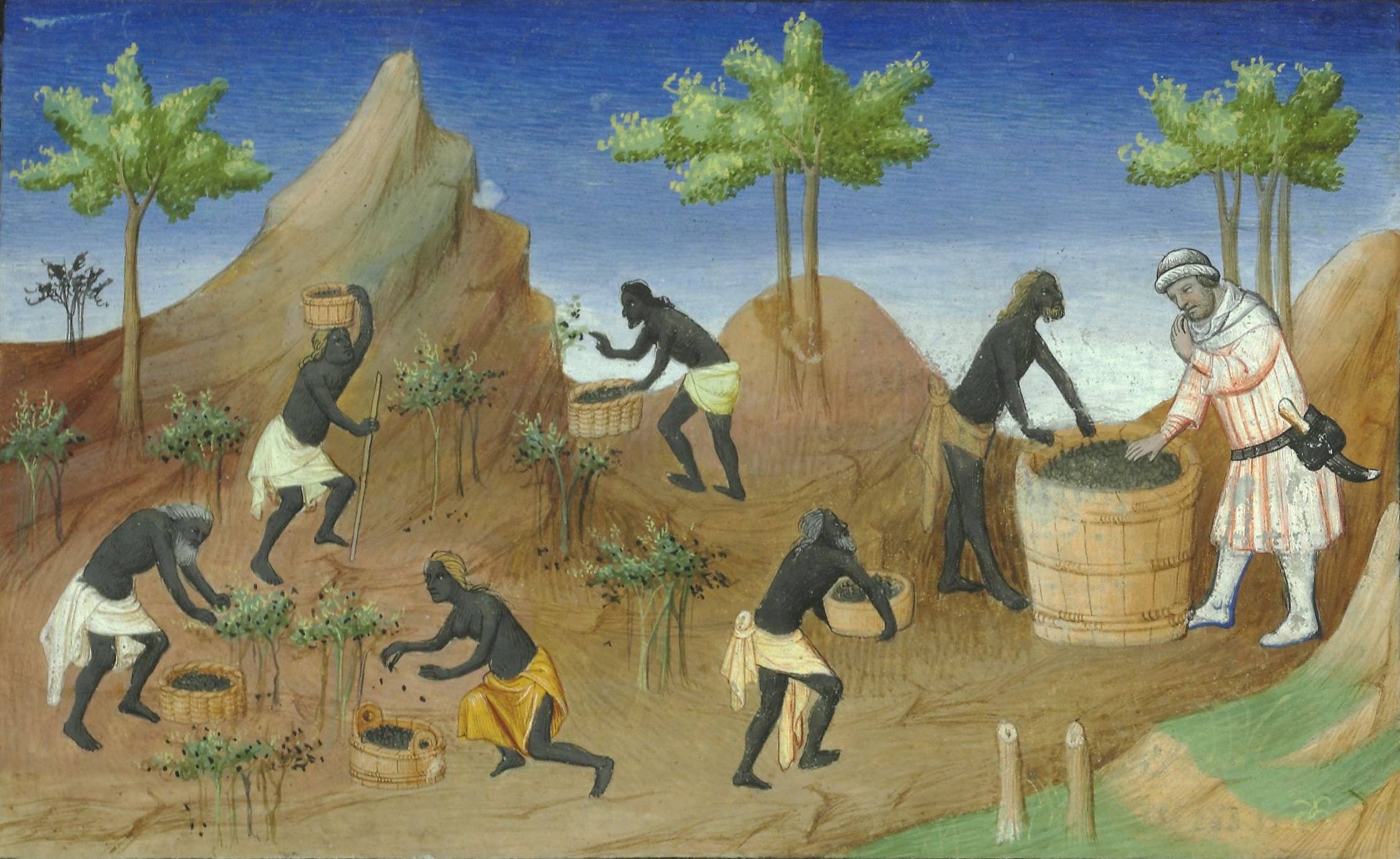
Colheita de pimenta. Illustração da edição francesa de As Viagens de Marco Polo.

As especiarias estavam entre os produtos mais luxuosos disponíveis na Idade Média, sendo as mais comuns a pimenta-preta, a canela (e sua alternativa mais barata, a cássia), o cominho, a noz-moscada, o gengibre e o cravo. Todas eram importadas de plantações na Ásia e na África, o que as tornava extremamente caras. Foi estimado que por volta de 1000 toneladas de pimenta e 1000 toneladas de outras especiarias eram importadas para a Europa ocidental por ano durante a Baixa Idade Média. O valor dessas mercadorias era o equivalente ao suprimento de grãos anual para 1,5 milhão de pessoas. Enquanto a pimenta era a especiaria mais comum, a mais restrita era o açafrão, usado tanto por sua cor amarela avermelhada quanto por seu sabor. Entre as especiarias que caíram em certa obscuridade estão a pimenta guiné, da mesma família do cardamomo e que quase substituiu inteiramente a pimenta na cozinha do norte da França do fim do período medieval, a pimenta longa, a flor da noz-moscada, o espicanardo, o galangal e a cubeba. O açúcar, diferentemente de hoje, era considerado um tipo de especiaria devido ao seu alto custo e às suas qualidades humorais.
Ervas comuns como a salvia, a mostarda e especialmente a salsa eram cultivadas e usadas na culinária de toda a Europa, assim como a alcaravia, a menta, o endro e o funcho. A anis poderia ser usada para dar sabor aos pratos com peixe ou frango, e suas sementes eram servidas como confeitos cobertos de açúcar. As ervas cultivadas localmente eram mais acessíveis e eram também usadas na comida das classes mais altas, mas usualmente menos notórias ou inclusas meramente como colorífico. Uma concepção errônea atual é a de que os cozinheiros medievais usavam quantidades abundantes de especiarias, particularmente de pimenta preta, apenas para disfarçar o gosto de carne estragada. Porém, um banquete medieval era por demais um evento culinário e uma mostra dos grandes recursos e da generosidade do anfitrião, e como a maioria dos nobres tinha uma grande seleção de carnes frescas ou em conserva, e peixes e frutos do mar para escolher, o uso prejudicial de caras especiarias em carnes baratas e estragadas faria pouco sentido.

## Doces e sobremesas
Na língua inglesa, o termo dessert (sobremesa) vem do francês antigo desservir, que significa limpar a mesa, originado durante a Idade Média (na língua portuguesa, sobremesa vem de sobre+mesa, no sentido de além de, depois da mesa). Consistia tipicamente em amêndoas açucaradas e vinho aquecido e adicionado de açúcar e condimentos acompanhados por queijo velho, e, por volta da Baixa Idade Média, poderia também incluir frutas frescas cobertas com açúcar, mel ou melado e pastas condensadas de frutas. Havia uma grande variedade de bolinhos fritos, crêpe com açúcar, manjares, leite de amêndoa e ovos numa fôrma para doces, que poderia também incluir frutas e algumas vezes até mesmo tutano ou peixe. As regiões de língua alemã tinham um gosto particular por Krapfen: massas fritas com recheios de vários sabores (equivalente ao sonho atual). Muitas formas do marzipã, um doce feito com amêndoas e açúcar, eram bem conhecidas na Itália e no sul da França por volta dos anos 1340; assume-se que é de origem árabe. Os livros de receitas culinárias anglo - normandos eram cheios de receitas de doces e de manjares saborosos, molhos grossos e tortas doces com morangos, cerejas, maçãs e ameixas. Os chefs ingleses também tinham uma inclinação para o uso de pétalas das flores de roseiras e de sabugueiros. Uma forma antiga de quiche pode ser encontrada em a Fôrma de Cury, uma coleção de receitas do século XIV, como Torte de Bry, com recheio de gema de ovo e queijo.
Na França setentrional, um grande sortimento de wafels era comido com queijo e hypocras (vinho aromatizado com condimentos fragrantes, podendo ser aquecido) ou vinho de malvasia (variedade de vinho madeira) como issue de table (saída da mesa). O sempre presente gengibre doce, coentro, anis e outros temperos eram referidos como épices de chambre ("temperos da sala") e eram tidos como digestivos no fim das refeições para "fechar" o estômago. Como sua contraparte muçulmana na Espanha, os conquistadores árabes da Sicília introduziram uma grande variedade de novos doces e sobremesas, que eventualmente se expandiram para o resto da Europa. Assim como Montpellier, a Sicília já foi famosa por seus confeitos, torrones e doces com amêndoas (confetti). Do sul, os árabes também trouxeram a arte da fabricação do sorvete, produzindo sorvetes de frutas e vários exemplos de bolos e massas doces; cassata alla Siciliana (do árabe qas'ah, o termo para a tigela de terracota na qual era formado), feito do marzipã (doce feito com amêndoas e açúcar), pão-de-ló e ricotta adoçada e cannoli alla Siciliana, originalmente cappelli di turchi (chapéus turcos), tubos de massas fritas e resfriadas com recheio de queijo doce.